# Morella nana
Morella nana är en porsväxtart som först beskrevs av Auguste Jean Baptiste Chevalier, och fick sitt nu gällande namn av J.Herb. Morella nana ingår i släktet Morella och familjen porsväxter. Inga underarter finns listade i Catalogue of Life.